# Rali Safári

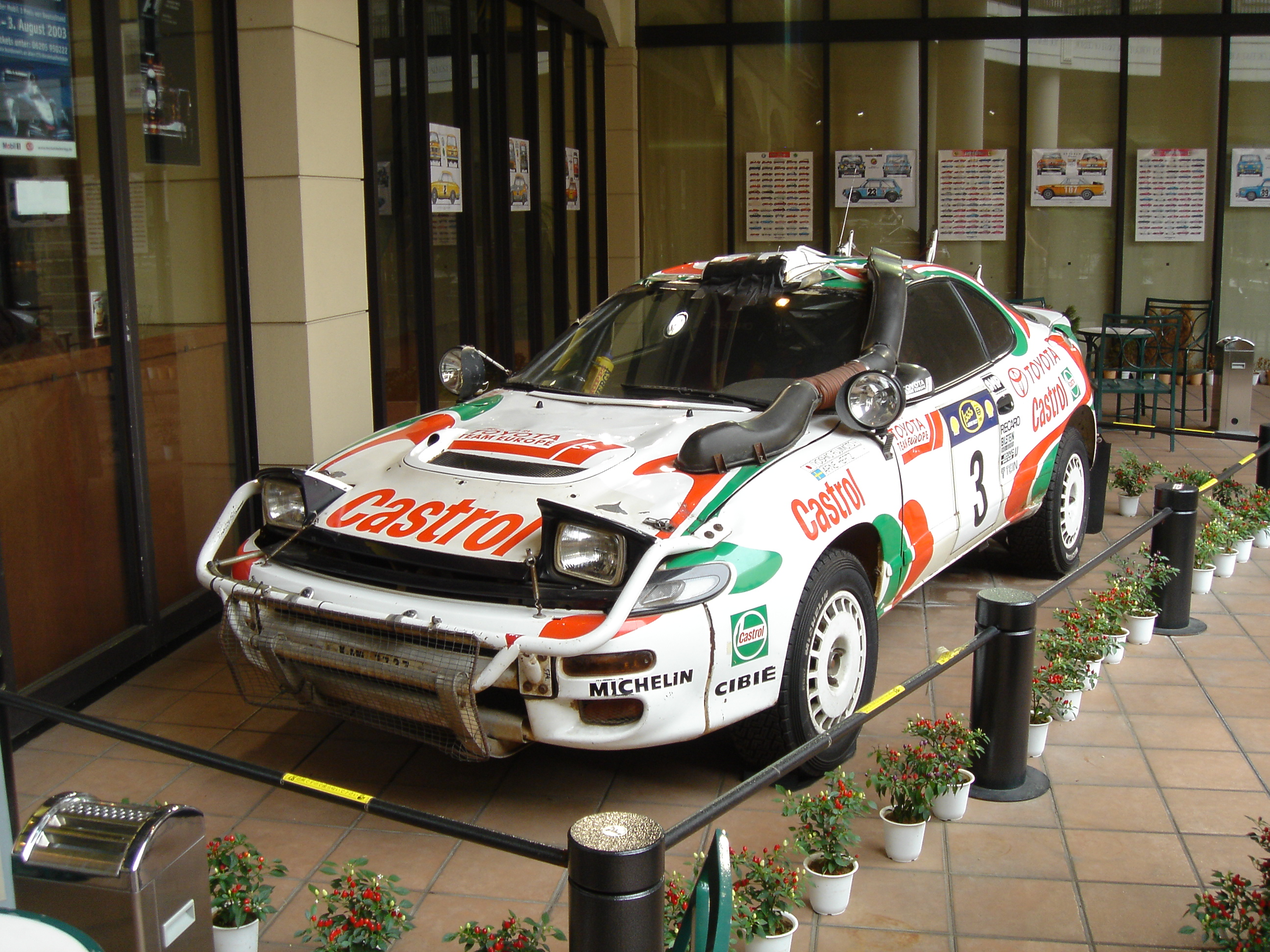
Toyota Celica rally.

Rali Safari (ou Rally Safari) é considerado por muitos como o mais difícil rali do mundo. Foi disputado pela primeira vez entre 27 de maio e 1º de junho de 1953, como o East African Coronation Safari no Quênia, Uganda e Tanzânia, em celebração à coroação da Rainha Isabel II. Em 1960 foi designado de East African Safari Rally e manteve o nome até 1974, quando passou para Rali Safari.
O evento fez parte do calendário do WRC por muitos anos, até ser excluído devido à falta de fundos e de organização em 2003. O governo queniano está a tentar trazer de volta o rali. Desde 2003, que o evento faz parte do Campeonato Africano de Rali organizado pela FIA. É atualmente chamado de KCB Safari Rally, desde que é patrocinado por Kenya Commercial Bank (KCB).
O piloto local Shekhar Mehta, foi o que mais triunfou, ganhou por cinco vezes 1973, 1979, 1980, 1981 e 1982.

## Vencedores
| Ano  | Nome do rali / datas                            | Vencedor                                      | Co-piloto                                 | Carro                                                                                       | Campeonato                              |
| ---- | ----------------------------------------------- | --------------------------------------------- | ----------------------------------------- | ------------------------------------------------------------------------------------------- | --------------------------------------- |
| 1953 | 1st Coronation Safari Rally                     | Alan Dix                                      | Johnny Larsen                             | Volkswagen Beetle                                                                           |                                         |
| 1954 | 2nd Coronation Safari Rally                     | D P Marwaha                                   | Vic Preston Sr                            | Volkswagen Beetle                                                                           |                                         |
| 1955 | 3rd Coronation Safari Rally                     | Vic Preston Sr                                | D P Marwaha                               | Ford Zephyr                                                                                 |                                         |
| 1956 | 4th Coronation Safari Rally                     | Eric Cecil                                    | Tony Vickers                              | DKW                                                                                         |                                         |
| 1957 | 5th Coronation Safari Rally                     | Gus Hofmann                                   | Arthur Burton                             | Volkswagen Beetle                                                                           |                                         |
| 1958 | 6th Coronation Safari Rally                     | T. Brooke Arne Kopperud Morris Temple-Boreham | Peter Hughes Kora Kopperud Mike Armstrong | Ford Anglia 100E (Impala class) Ford Zephyr II (Lion class) Auto Union 1000 (Leopard class) |                                         |
| 1959 | 7th Coronation Safari Rally                     | Bill Fritschy                                 | Bill Fritschy Jack Ellis                  | Mercedes-Benz 190                                                                           |                                         |
| 1960 | 8th East African Safari Rally                   | Bill Fritschy                                 | Jack Ellis                                | Mercedes-Benz 219                                                                           |                                         |
| 1961 | 9th East African Safari Rally                   | John Manussis                                 | Bill Coleridge David Bekett               | Mercedes-Benz 220SE                                                                         |                                         |
| 1962 | 10th East African Safari Rally                  | Tommy Fjastad                                 | Bernhard Schmider                         | Volkswagen 1200                                                                             |                                         |
| 1963 | 11th East African Safari Rally                  | Nick Nowicki                                  | Paddy Cliff                               | Peugeot 404                                                                                 |                                         |
| 1964 | 12th East African Safari Rally                  | Peter Hughes                                  | Bill Young                                | Ford Cortina GT                                                                             |                                         |
| 1965 | 13th East African Safari Rally                  | Joginder Singh                                | Jaswant Singh                             | Volvo PV 544                                                                                |                                         |
| 1966 | 14th East African Safari Rally                  | Bert Shankland                                | Chris Rothwell                            | Peugeot 404                                                                                 |                                         |
| 1967 | 15th East African Safari Rally                  | Bert Shankland                                | Chris Rothwell                            | Peugeot 404                                                                                 |                                         |
| 1968 | 16th East African Safari Rally                  | Nick Nowicki                                  | Paddy Cliff                               | Peugeot 404                                                                                 |                                         |
| 1969 | 17th East African Safari Rally                  | Robin Hillyar                                 | Jock Aird                                 | Ford Taunus 20M RS                                                                          |                                         |
| 1970 | 18th East African Safari Rally                  | Edgar Herrmann                                | Hans Schüller                             | Datsun 1600 SSS                                                                             |                                         |
| 1971 | 19th East African Safari Rally                  | Edgar Herrmann                                | Hans Schüller                             | Datsun 240Z                                                                                 |                                         |
| 1972 | 20th East African Safari Rally (30 Mar – 3 Abr) | Hannu Mikkola                                 | Gunnar Palm                               | Ford Escort RS1600                                                                          | IMC                                     |
| 1973 | 21st East African Safari Rally (19 – 23 Abr)    | Shekhar Mehta                                 | Lofty Drews                               | Datsun 240Z                                                                                 | WRC                                     |
| 1974 | 22nd East African Safari Rally (11 – 15 Abr)    | Joginder Singh                                | David Doig                                | Mitsubishi Lancer 1600 GSR                                                                  | WRC                                     |
| 1975 | 23rd Safari Rally (27 – 31 Mar)                 | Ove Andersson                                 | Arne Hertz                                | Peugeot 504                                                                                 | WRC                                     |
| 1976 | 24th Safari Rally (15 – 19 Abr)                 | Joginder Singh                                | David Doig                                | Mitsubishi Lancer 1600 GSR                                                                  | WRC                                     |
| 1977 | 25th Safari Rally (7 – 11 Abr)                  | Björn Waldegård                               | Hans Thorszelius                          | Ford Escort RS1800                                                                          | WRC                                     |
| 1978 | 26th Safari Rally (23 – 27 Mar)                 | Jean-Pierre Nicolas                           | Jean-Claude Lefèbvre                      | Peugeot 504 V6 Coupé                                                                        | WRC                                     |
| 1979 | 27th Safari Rally (12 – 16 Abr)                 | Shekhar Mehta                                 | Mike Doughty                              | Datsun 160J                                                                                 | WRC                                     |
| 1980 | 28th Marlboro Safari Rally (3 – 7 Abr)          | Shekhar Mehta                                 | Mike Doughty                              | Datsun 160J                                                                                 | WRC                                     |
| 1981 | 29th Marlboro Safari Rally (16 – 20 Abr)        | Shekhar Mehta                                 | Mike Doughty                              | Nissan Violet GT                                                                            | WRC                                     |
| 1982 | 30th Marlboro Safari Rally (8 – 12 Abr)         | Shekhar Mehta                                 | Mike Doughty                              | Nissan Violet GT                                                                            | WRC                                     |
| 1983 | 31st Marlboro Safari Rally (30 Mar – 4 Abr)     | Ari Vatanen                                   | Terry Harryman                            | Opel Ascona 400                                                                             | WRC                                     |
| 1984 | 32nd Marlboro Safari Rally (19 – 23 Abr)        | Björn Waldegård                               | Hans Thorszelius                          | Toyota Celica TCT                                                                           | WRC                                     |
| 1985 | 33rd Marlboro Safari Rally (4 – 8 Abr)          | Juha Kankkunen                                | Fred Gallagher                            | Toyota Celica TCT                                                                           | WRC                                     |
| 1986 | 34th Marlboro Safari Rally (29 Mar – 2 Abr)     | Björn Waldegård                               | Fred Gallagher                            | Toyota Celica TCT                                                                           | WRC                                     |
| 1987 | 35th Marlboro Safari Rally (16 – 20 Abr)        | Hannu Mikkola                                 | Arne Hertz                                | Audi 200 Quattro                                                                            | WRC                                     |
| 1988 | 36th Marlboro Safari Rally (31 Mar – 4 Abr)     | Miki Biasion                                  | Tiziano Siviero                           | Lancia Delta HF Integrale                                                                   | WRC                                     |
| 1989 | 37th Marlboro Safari Rally (23–27 Mar)          | Miki Biasion                                  | Tiziano Siviero                           | Lancia Delta HF Integrale                                                                   | WRC                                     |
| 1990 | 38th Marlboro Safari Rally (11–16 Abr)          | Björn Waldegård                               | Fred Gallagher                            | Toyota Celica GT-Four ST165                                                                 | WRC                                     |
| 1991 | 39th Martini Safari Rally 27 (Mar – 1 Abr)      | Juha Kankkunen                                | Juha Piironen                             | Lancia Delta HF Integrale 16v                                                               | WRC                                     |
| 1992 | 40th Martini Safari Rally 27 (Mar – 1 Abr)      | Carlos Sainz                                  | Luis Moya                                 | Toyota Celica Turbo 4WD                                                                     | WRC                                     |
| 1993 | 41st Trustbank Safari Rally (8–12 Abr)          | Juha Kankkunen                                | Juha Piironen                             | Toyota Celica Turbo 4WD                                                                     | WRC                                     |
| 1994 | 42nd Trustbank Safari Rally (31 Mar – 3 Abr)    | Ian Duncan                                    | David Williamson                          | Toyota Celica Turbo 4WD                                                                     | WRC                                     |
| 1995 | 43rd Safari Rally Kenya (14–17 Abr)             | Yoshio Fujimoto                               | Arne Hertz                                | Toyota Celica Turbo 4WD                                                                     | 2LWC                                    |
| 1996 | 44th Safari Rally Kenya (5–7 Abr)               | Tommi Mäkinen                                 | Seppo Harjanne                            | Mitsubishi Lancer Evolution III                                                             | WRC                                     |
| 1997 | 45th Safari Rally Kenya (1–3 Mar)               | Colin McRae                                   | Nicky Grist                               | Subaru Impreza WRC97                                                                        | WRC                                     |
| 1998 | 46th Safari Rally Kenya (28 Feb – 2 Mar)        | Richard Burns                                 | Robert Reid                               | Mitsubishi Carisma GT Evolution IV (Mitsubishi Lancer Evolution IV)                         | WRC                                     |
| 1999 | 47th 555 Safari Rally (26–28 Fev)               | Colin McRae                                   | Nicky Grist                               | Ford Focus WRC                                                                              | WRC                                     |
| 2000 | 48th Sameer Safari Rally (25–27 Fev)            | Richard Burns                                 | Robert Reid                               | Subaru Impreza WRC00                                                                        | WRC                                     |
| 2001 | 49th Safari Rally (20–22 Jul)                   | Tommi Mäkinen                                 | Risto Mannisenmäki                        | Mitsubishi Lancer Evolution 6.5                                                             | WRC                                     |
| 2002 | 50th Inmarsat Safari Rally (12–14 Jul)          | Colin McRae                                   | Nicky Grist                               | Ford Focus RS WRC 02                                                                        | WRC                                     |
| 2003 | 51st KCB Safari Equator Rally Kenya (9–11 Out)  | Glen Edmunds                                  | Titch Phillips                            | Mitsubishi Lancer Evolution VI                                                              | ARC                                     |
| 2004 | 52nd KCB Safari Rally Kenya (12–14 Mar)         | Carl Tundo                                    | Tim Jessop                                | Subaru Impreza                                                                              | ARC                                     |
| 2005 | 53rd KCB Safari Rally (15 – 17 Jul)             | Glen Edmunds                                  | Des Page-Morris                           | Mitsubishi Lancer Evolution VII                                                             | ARC                                     |
| 2006 | 54th KCB Safari Rally (24 – 26 Mar)             | Azar Anwar                                    | George Mwangi                             | Mitsubishi Lancer Evolution VI                                                              | ARC                                     |
| 2007 | 55th KCB Safari Rally (9–11 Mar)                | Conrad Rautenbach                             | Peter Marsh                               | Subaru Impreza N10                                                                          | IRC & ARC                               |
| 2008 | 56th KCB Safari Rally (27–29 Jun)               | Lee Rose                                      | Piers Daykin                              | Mitsubishi Lancer Evolution IX                                                              | ARC                                     |
| 2009 | 57th KCB Safari Rally (3–5 Abr)                 | Carl Tundo                                    | Tim Jessop                                | Mitsubishi Lancer Evolution IX                                                              | IRC & ARC                               |
| 2010 | 58th KCB Safari Rally (2–4 Abr)                 | Lee Rose                                      | Piers Daykin                              | Mitsubishi Lancer Evolution IX                                                              | ARC                                     |
| 2011 | 59th KCB Safari Rally (17–19 Jun)               | Carl Tundo                                    | Tim Jessop                                | Mitsubishi Lancer Evolution IX                                                              | ARC                                     |
| 2012 | 60th KCB Safari Rally (8–10 Jun)                | Carl Tundo                                    | Tim Jessop                                | Mitsubishi Lancer Evolution IX                                                              | ARC                                     |
| 2013 | 61st KCB Safari Rally (5–7 Jul)                 | Baldev Chager                                 | Ravi Soni                                 | Mitsubishi Lancer Evolution X                                                               | ARC                                     |
| 2014 | 62nd KCB Safari Rally (12–14 Set)               | Baldev Chager                                 | Ravi Soni                                 | Mitsubishi Lancer Evolution X                                                               | ARC                                     |
| 2015 | 63rd KCB Safari Rally (4–5 Abr)                 | Singh Chatthe Jaspreet                        | Panesar Gurdeep                           | Mitsubishi Lancer Evolution X R4                                                            | KRC                                     |
| 2016 | 64th KCB Safari Rally (10–11 Jun)               | Singh Chatthe Jaspreet                        | Panesar Gurdeep                           | Mitsubishi Lancer Evolution X R4                                                            | KRC                                     |
| 2017 | 65th Safari Rally (17–18 Mar)                   | Tapio Laukkanen                               | Gavin Laurence                            | Subaru Impreza WRX STi 4 D R4                                                               | ARC & KRC                               |
| 2018 | 66th Safari Rally (16–18 Mar)                   | Carl Tundo                                    | Tim Jessop                                | Mitsubishi Lancer Evolution X R4                                                            | ARC & KRC                               |
| 2019 | 67th Safari Rally (5–7 Jul)                     | Baldev Chager                                 | Ravi Soni                                 | Mitsubishi Lancer Evolution X R4                                                            | ARC & KRC                               |
| 2020 | 68th Safari Rally (16–19 Jul)                   | Cancelado devido à pandemia de COVID-19       | Cancelado devido à pandemia de COVID-19   | Cancelado devido à pandemia de COVID-19                                                     | Cancelado devido à pandemia de COVID-19 |
| 2021 | 68th Safari Rally (24–27 Jun)                   | Sébastien Ogier                               | Julien Ingrassia                          | Toyota Yaris WRC                                                                            | WRC                                     |
| 2022 | 69th Safari Rally (23–26 Jun)                   | Kalle Rovanperä                               | Jonne Halttunen                           | Toyota GR Yaris Rally1                                                                      | WRC                                     |
| 2023 | 70th Safari Rally (22–25 Jun)                   | Sebastien Ogier                               | Vincent Landais                           | Toyota GR Yaris Rally1                                                                      | WRC                                     |
| 2024 | 71st Safari Rally (28–31 Mar)                   | Kalle Rovanperä                               | Jonne Halttunen                           | Toyota GR Yaris Rally1                                                                      | WRC                                     |

Notas: IMC = International Championship for Manufacturers, WRC = Campeonato Mundial de Rali, 2LWC = 2-Litre World Cup, ARC = Campeonato Africano de Rali, IRC = Intercontinental Rally Challenge, KRC = Campeonato do Kénia
- Commons